# Bürgerarbeit
Bürgerarbeit ist eine Bezeichnung für sehr unterschiedliche Konzepte zur Ausübung von Tätigkeiten im öffentlichen Interesse, für die kein regulärer Arbeitsmarkt besteht.
Der diesbezügliche Sprachgebrauch ist im Einzelnen uneinheitlich. Teilweise wird darunter eine freiwillige Tätigkeit verstanden, teils aber auch die Zuweisung einer Maßnahme in Form von Gemeinwohlarbeit, die im Falle der Weigerung des Betroffenen mit für ihn nachteiligen Sanktionen bewehrt ist.
Im letzteren Fall handelt es sich um ein Konzept der sogenannten Workfare (Work + Social Welfare = workfare, also „Arbeit und Sozialhilfe“), das darauf abzielt, die Bezieher von Leistungen zur Grundsicherung für Arbeitsuchende in Deutschland (vor 2005: Arbeitslosenhilfe und Sozialhilfe) zu aktivieren und in einer gemeinnützigen Arbeit auf kommunaler Ebene einzusetzen.

## Konzept der Bayerisch-Sächsischen Zukunftskommission 1996/1997
Das Konzept der Bürgerarbeit geht ursprünglich auf die „Kommission für Zukunftsfragen der Freistaaten Bayern und Sachsen“ zurück, die in den Jahren 1996 und 1997 unter dem Vorsitz von Meinhard Miegel einen dreiteiligen Bericht vorlegte, der den Titel trug: „Erwerbstätigkeit und Arbeitslosigkeit in Deutschland: Entwicklung, Ursachen, Maßnahmen“.
Die Kommission, der u. a. auch der Soziologe Ulrich Beck angehörte, prognostizierte ein Ende der „überkommene[n] arbeitnehmerzentrierte[n] Industriegesellschaft“ und forderte dazu auf, „Vorbehalte gegenüber einfachen Diensten, die nur mäßige Bereitschaft zu Selbständigkeit und Eigenverantwortung sowie die Fixierung auf Erwerbsarbeit als wichtigsten sinnstiftenden Lebensbereich“ zu ändern. Sie definierte die Bürgerarbeit als ein

„freiwilliges gesellschaftliches Engagement, das projektgebunden (und damit zeitlich begrenzt) in kooperativen, selbstorganisierten Arbeitsformen unter der Regie eines Gemeinwohl-Unternehmers autorisiert, abgestimmt mit dem (kommunalen) Ausschuß für Bürgerarbeit ausgeschrieben, beraten und durchgeführt wird. Bürgerarbeit wird nicht entlohnt, aber belohnt und zwar immateriell (durch Qualifikationen, Ehrungen, die Anerkennung von Rentenansprüchen und Sozialzeiten, ‚Favor Credits‘ etc.). Materiell erhalten diejenigen ein Bürgergeld, die hierauf existentiell angewiesen sind. Die Maßstäbe sind die gleichen wie bei der Gewährung von Sozialhilfe; deshalb können die erforderlichen Mittel aus den Haushalten der Sozialhilfe und gegebenenfalls der Arbeitslosenhilfe entnommen werden. Jedoch, die Bezieher von Bürgergeld sind – bei sonst gleichen Voraussetzungen – keine Empfänger von Sozial- oder Arbeitslosenhilfe, da sie in Freiwilligen-Initiativen gemeinnützig tätig sind. Auch stehen sie dem Arbeitsmarkt nicht zur Verfügung, wenn sie das nicht wünschen. Sie sind keine Arbeitslosen.“

Es handelt sich demnach bei der Bürgerarbeit um eine neue Form des Ehrenamts, das aber sozial anerkannt wird und das insbesondere auch eine Bezahlung in Form eines Bürgergelds mit sich bringt, welches höher bemessen sein sollte als die damaligen Fürsorgeleistungen Sozialhilfe und Arbeitslosenhilfe. Wesentlich ist, dass es sich dabei um eine freiwillige Tätigkeit handeln soll, „jenseits der Erwerbsarbeit und jenseits der Arbeitspflicht für Sozialhilfeempfänger“.
Nach Daniel Dahm stellt „Bürgerarbeit fundamentale sozioökonomische, soziopolitische und soziokulturelle Grundlagen für gesellschaftliche, politische, kulturelle und besonders auch marktökonomische Aktivitäten bereit und trägt maßgeblich zu lokaler und regionaler Standortqualität wie auch alltäglicher Grundversorgung der Bevölkerung bei.“
Die frauenpolitischen Sprecherinnen des Landtags beider Bundesländer, Monica Lochner-Fischer und Gisela Schwarz, kritisierten in einer gemeinsamen Erklärung die Zusammensetzung und die Aussagen der Kommission. Diese sei ursprünglich ausschließlich mit Männern besetzt gewesen, und nur auf Druck von Frauen sei nachträglich auch Etta Schiller berufen worden, und keiner der Mitglieder der Kommission habe eine ostdeutsche Biographie. Die Unterstellung, die „erhöhte Erwerbsneigung“ der Frauen, insbesondere der ostdeutschen Frauen, sei für das hohe Niveau der Arbeitslosigkeit verantwortlich, kritisierten sie als „besonders skandalös“. Als Vorschläge der Kommission kritisierten sie: eine Ausweitung des Niedriglohnsektors, einen Ausbau einfacher personenbezogene Dienste, eine Bürgerarbeit, welche „nicht entlohnt, aber belohnt“ werden solle, sowie eine „Entlastung des Arbeitsmarktes durch die Erschließung von Lebensbereichen außerhalb von Erwerbsarbeit“, und sie unterstellten der Kommission die Sichtweise, Frauen sollten in unbezahlten oder sozial nicht gesicherten Arbeitsverhältnissen tätig sein. Mechthild Veil bezeichnet es als eine „irrtümliche, jedoch populäre Annahme, daß eine hohe Erwerbsbeteiligung die Arbeitslosigkeit vergrößere“ und verwies auf gegenteilige Beispiele in Skandinavien und den Niederlanden. Sie betonte die Ausrichtung der industriellen Arbeitsgesellschaft in Deutschland auf das Familienernährermodell und die Möglichkeit der Veränderung dieses Geschlechterarrangements.

## Einführung der Grundsicherung für Arbeitsuchende 2005
Die vorstehenden Grundgedanken wurden dann bei der Neufassung des Sozialhilfe- und Arbeitslosenhilferechts im Zuge des sogenannten Hartz-Konzepts nicht mehr aufgegriffen. Das 2005 in Kraft getretene Zweite Buch Sozialgesetzbuch konzentriert sich in seiner Zielsetzung darauf, „erwerbsfähige Hilfebedürftige bei der Aufnahme oder Beibehaltung einer Erwerbstätigkeit [zu] unterstützen und den Lebensunterhalt [zu] sichern“ (§ 1 SGB II). Der „Grundsatz des Forderns“ ist dort seitdem in § 2 SGB II enthalten. Dort heißt es in § 2 Abs. 1, S. 3 SGB II: „Wenn eine Erwerbstätigkeit auf dem allgemeinen Arbeitsmarkt in absehbarer Zeit nicht möglich ist, hat der erwerbsfähige Hilfebedürftige eine ihm angebotene zumutbare Arbeitsgelegenheit zu übernehmen“.
Die Erbringung von Leistungen kann davon abhängig gemacht werden, dass der Betroffene eine solche Tätigkeit aufnimmt, soweit sie ihm zumutbar ist. Rechtsgrundlage für solche Arbeitsgelegenheiten mit Mehraufwandsentschädigung ist § 16d SGB II. Sie sind umgangssprachlich als sogenannte „Ein-Euro-Jobs“ bekanntgeworden. Die Ablehnung einer solchen Tätigkeit durch den Betroffenen kann mit der Kürzung der Leistungen nach § 16d SGB II sanktioniert werden, wenn es ihm zumutbar gewesen wäre, die Tätigkeit anzunehmen und sie auszuüben.
Vornehmlich in Bayern, in Sachsen und in Sachsen-Anhalt wurden arbeitslose Hilfebedürftige zu einer sogenannten „Bürgerarbeit“ in öffentlichen Einrichtungen verpflichtet, deren Bezahlung durch die Kommunen nur leicht oberhalb der Regelsätze zur Grundsicherung liegt.

## Modellprojekt Bürgerarbeit ab 2011–2014
Das Bundesministerium für Arbeit und Soziales hat im Juli 2010 nach dem Vorbild eines ähnlichen Projekts in Bad Schmiedeberg das Modellprojekt Bürgerarbeit gestartet. Dazu sollen ab dem 15. Januar 2011 rund 34.000 so genannte Bürgerarbeitsplätze zur Verfügung stehen. Getragen wird das Projekt von etwa der Hälfte der Jobcenter, die die Bezieher von Arbeitslosengeld II verwalten. Zunächst soll versucht werden, arbeitslose erwerbsfähige Hilfeempfänger in einer sechsmonatigen Aktivierungsphase durch eine Potenzialanalyse, durch Beratung und Qualifizierung in den ersten Arbeitsmarkt zu vermitteln. Scheitern die Integrationsbemühungen, können ausgesuchte Teilnehmer auf einen Bürgerarbeitsplatz vermittelt werden. Diese Tätigkeiten müssen zusätzlich sein und im öffentlichen Interesse liegen. Das kann zum Beispiel ein Begleitservice für Ältere und Behinderte bei Behördengängen und Arztbesuchen sein, die Unterstützung von Übungsleitern im Breitensport, das Kochen und die Essensausgabe bei Mittagstischen für Bedürftige oder die Pflege von Grünanlagen. Bürgerarbeiter, die pro Woche 30 Stunden arbeiten, sollen dafür 1.080 Euro im Monat erhalten, bei 20 Wochenstunden sollen es 720 Euro sein. In diesen Beträgen ist der Sozialversicherungsaufwand des Arbeitgebers enthalten. Die Bürgerarbeiter sind bei ihrer Beschäftigung jedoch nicht arbeitslosenversichert (§ 421u SGB III). Nach Abzug der Sozialversicherungsbeiträge verbleibt den Beschäftigten im Fall der 30-Stunden-Woche ein Entgelt von 900 Euro brutto, ca. 730 netto. Die Mittel für das Modellprojekt entstammten dem Bundeshaushalt (230 Mio. Euro pro Jahr) und dem Europäischen Sozialfonds (200 Mio. Euro pro Jahr). Das Projekt endet am 31. Dezember 2014.
Uwe Schummer (CDU), der stellvertretende Vorsitzende der Arbeitnehmergruppe im Deutschen Bundestag, sagte, „dass die Bürgerarbeit für derzeitige Hartz-IV-Empfänger obligatorisch vorgeschrieben wird. Wer nicht bereit ist, eine Arbeit anzutreten, bekommt einen Malus.“
Im September 2011 bestätigte die Bundesregierung auf Anfrage, es würden auch Zeitarbeitsunternehmen mit der Beschäftigung von Bürgerarbeitern beauftragt. Dies sei in den Fällen zugelassen worden, in denen es zwischen den Tarifvertragsparteien Streit um die Anwendbarkeit des Tarifvertrags für den Öffentlichen Dienst auf die vorliegenden Rechtsverhältnisse gegeben habe. Es gebe bisher keine Statistik über den Umfang der Beschäftigung.
Das mit der Umsetzung des Modellprojekts beauftragte Bundesverwaltungsamt (BVA) hat bis zum 2. Juli 2012 insgesamt 33.169 Bürgerarbeitsplätze bewilligt. Dies entspricht einem Anteil von rund 98 Prozent der insgesamt möglichen Stellen.
Das Programm umfasste zuletzt 27.000 Arbeitslose. Es lief 2014 aus und wurde durch ein Programm ersetzt, in dem 33.000 Langzeitarbeitslose ohne Berufsabschluss in eine sozialversicherungspflichtige Beschäftigung gebracht werden sollten.

## Bewertung
Das ursprüngliche Konzept der Bürgerarbeit war vor allem wegen seiner resignativen Tendenzen und die zum Teil diskriminierende, auch demoralisierende Wirkung auf Betroffene kritisiert worden: Einerseits werde am Ethos der Arbeitsgesellschaft festgehalten, indem die Erwerbsarbeit als Norm und die Bürgerarbeit als Ausnahme für diejenigen angesehen werde, die von der Erwerbsarbeit ausgeschlossen seien. Andererseits würde es aber durch die Einführung der Bürgerarbeit und des Bürgergeldes zu einer nicht wünschenswerten Bürokratisierung des ehrenamtlichen Sektors kommen. Dem hielt Ulrich Beck entgegen, es gehe bei dem Konzept gerade darum, sich von den hergebrachten Modellen zu lösen. An die Stelle von bezahlter Arbeit trete seiner Auffassung nach nicht unbezahlte Arbeit, sondern nützliche Arbeit. Das Bürgergeld solle nicht nackt gezahlt werden, sondern mit Angeboten der inklusiven Gesellschaft auf aktive Mitwirkung verbunden sein.
Die aktuell diskutierten Konzepte der Bürgerarbeit als Workfare-Programm werden vielfach kritisch beurteilt. Auch von konservativer Seite wird die Gefahr gesehen, hierdurch könnten reguläre Arbeitsplätze im öffentlichen Dienst verdrängt werden. Die Erfahrung habe gezeigt, dass in Sachsen-Anhalt nur ein Zehntel der Betroffenen anschließend eine reguläre Stelle gefunden hätten. Es bestehe die Gefahr, dass mehrere Millionen Euro an Steuergeldern damit verpulvert würden. Die Grünen vermuten zudem, die nun vorgesehene Bürgerarbeit ziele nur darauf ab, einen neuen Anlass zum Sanktionieren von Hartz-IV-Beziehern zu schaffen, um die Betroffenen so aus dem Leistungsbezug zu drängen. Die Linkspartei bezeichnete das vorgesehene Programm aus dem gleichen Grund als eine Erpressung von Arbeitslosen. Der DGB wies darauf hin, dass die angekündigten Einkünfte aus der Bürgerarbeit in vielen Fällen nicht existenzsichernd sein werden, so dass ergänzende Leistungen gewährt werden müssten. Thilo Sarrazin beschreibt hingegen in seinem Buch Deutschland schafft sich ab Konzepte wie Bürgerarbeit und Workfare als „Mittel zur Integration der Unterschicht und zur Vermeidung falscher Anreize“, die unter anderem eine „Einwanderung in den Sozialstaat begünstigen“ würden.
Des Weiteren stellt sich die Frage, wie Bürgerarbeit mit dem Art. 12 GG vereinbar ist. Dort heißt es, dass alle Deutschen das Recht haben, Beruf, Arbeitsplatz und Ausbildungsstätte frei zu wählen und niemand zu einer Arbeit gezwungen werden darf.
Die Bilanz der Förderprogramme zur Bürgerarbeit wurde nach deren Abschluss von der politischen Opposition, vom Deutschen Gewerkschaftsbund und von der Presse kritisch beurteilt. Langzeitarbeitslose hätten weiterhin nur schlechte Chancen, in eine sozialversicherungspflichtige Beschäftigung zu kommen.